# Kiriłł Szewczenko
Kiriłł Serhijowycz Szewczenko (ukr. Кірілл Сергійович Шевченко; ur. 22 września 2002 w Kijowie) – ukraiński szachista. Arcymistrz od 2017 roku. Od stycznia 2023 roku reprezentant Rumunii.

## Życiorys
Urodził się 22 września 2002 roku w Kijowie. W 2016 roku uzyskał tytuł mistrza międzynarodowego, a rok później został arcymistrzem. W 2021 roku zwyciężył w ryskim turnieju Lindores Abbey Blitz, upamiętniającym 85. rocznicę urodzin Michaiła Tala. W tym samym roku wziął udział w drużynowych mistrzostwach Europy, gdzie wraz z reprezentacją Ukrainy zdobył złoty medal. W styczniu 2023 roku osiągnął najwyższy ranking szachowy, który wyniósł 2662 punkty.